# Heteromesus drachi
Heteromesus drachi là một loài chân đều trong họ Ischnomesidae. Loài này được Chardy miêu tả khoa học năm 1974.